# Hèrmies d'Atarneu
Hèrmies d'Atarneu (en llatí Hermeias o Hermias, en grec antic Ἑρμείας o Ἑρμίας) fou tirà de les ciutats d'Atarneu i Assus a Mísia, cèlebre per ser amic i patró d'Aristòtil.

## Biografia
Es diu que era un eunuc i de jove va ser esclau i, tant si havia obtingut la llibertat com si no, va ascendir a una posició de confiança amb el tirà de les ciutats Eubule (Eubulos), antic banquer i després governant. Si, com diu Estrabó, va anar a Atenes a rebre lliçons de Plató i d'Aristòtil, sens dubte havia obtingut la seva llibertat. No obstant, es va mantenir al servei d'Eubule.
Eubule es va mantenir en el poder fins a la seva mort, desafiant, segons sembla, el poder dels perses i llavors Hèrmies el va succeir sense oposició. Va invitar a Aristòtil i Xenòcrates de Calcedònia a la seva cort cap a l'any 347 aC el que permet fixar el seu govern a la meitat del segle iv aC. De les coses que va fer durant el seu mandat se'n sap poca cosa, però va mantenir la independència del seu regne respecte a Pèrsia durant un temps. Després del 345 aC va obtenir la promesa de no ser molestat en el seu domini, per part del general Mentor de Rodes, al servei de Pèrsia, però quan es van entrevistar sota la promesa de seguretat, Mentor el va fer presoner. El va obligar a que segellés la submissió dels governadors de les ciutats del seu regne i el va enviar a la cort d'Artaxerxes III de Pèrsia on poc després va ser executat, segons diuen Estrabó i Diodor de Sicília.
Aristòtil es va casar a la mort d'Hèrmies amb Píties d'Assos, la neboda o potser la filla adoptiva del difunt, i va lloar-lo en una oda o himne que s'ha conservat, i a més, li va fer erigir una estàtua a Delfos.